# Damon Centola
 (mars 2025).
Si vous disposez d'ouvrages ou d'articles de référence ou si vous connaissez des sites web de qualité traitant du thème abordé ici, merci de compléter l'article en donnant les références utiles à sa vérifiabilité et en les liant à la section « Notes et références ».
 (juillet 2024).
Pour l’article homonyme, voir Centola.
Damon Centola, né le 19 juillet 1973, est un sociologue américain et professeur à l'université de Pennsylvanie, où il est directeur du groupe de dynamique des réseaux et chercheur principal à l'Institut Leonard Davis d'économie de la santé.

## Carrière
Centola travaille sur les contagions complexes, l'intelligence collective et la sociologie expérimentale. Les contagions complexes étaient le sujet de sa thèse de doctorat en sociologie, supervisée par Michael Macy à l'université de Cornell. Après avoir obtenu son doctorat à Cornell, Damon a passé deux ans en tant que Robert Wood Johnson Postdoctoral Fellow en politique de santé à l'université de Harvard. Il a ensuite rejoint la faculté de la Sloan School of Management du MIT en 2008. En 2013, il a rejoint l'Annenberg School for Communications de l'université de Pennsylvanie et a fondé le Network Dynamics Group en tant que centre de recherche théorique avec des applications politiques testables.

## Contagions complexes
Centola et Macy ont constaté que l'information et la maladie se propagent comme des « contagions simples », ne nécessitant qu'un seul contact pour la transmission, alors que les comportements se propagent généralement comme des « contagions complexes », nécessitant de multiples sources de renforcement pour induire l'adoption. Les travaux de Centola s'appuient sur les travaux de Granovetter concernant la force des liens faibles et les modèles de seuil du comportement collectif, ainsi que sur les travaux de Duncan Watts et de Steven Strogatz concernant les réseaux du petit monde. Centola et Macy montrent que les réseaux de liens faibles et de petits mondes sont tous deux très efficaces pour la propagation de contagions simples. Cependant, pour les contagions complexes, les liens faibles et les petits mondes peuvent ralentir la diffusion. Centola a utilisé une méthode expérimentale basée sur les réseaux pour tester la théorie des contagions complexes et a montré que les prédictions étaient confirmées.
Les travaux de Centola sur les contagions complexes explorent également l'importance de l'homophilie entre pairs et de la diversité structurelle dans le processus de diffusion des comportements.

## Sociologie expérimentale
Centola a été le premier à utiliser les réseaux en ligne à grande échelle comme outil expérimental pour identifier la dynamique du changement social. Pour tester la théorie des contagions complexes, Centola a mis au point la méthode des « expériences de réseaux Internet », dans laquelle il a construit des réseaux sociaux au sein de communautés en ligne propriétaires afin d'étudier la manière dont une innovation se propagerait.
La première étude de sociologie expérimentale menée par Centola à l'université de Harvard en 2010, intitulée "The Healthy Lifestyle Network", a permis de créer 12 communautés en ligne indépendantes. Cette expérience a montré que des variations contrôlées expérimentalement dans la structure d'un réseau pouvaient contrôler la portée et la rapidité de diffusion d'une innovation. Il s'agit de la première étude à démontrer les effets causaux de la structure d'un réseau sur la diffusion d'un comportement.
En 2011, Centola a montré que la même méthode pouvait être utilisée pour identifier de manière causale les effets de l'homophilie du réseau sur la diffusion des innovations en matière de santé.
En 2015, il a montré que cette méthode pouvait également être utilisée pour identifier les effets causaux de la structure du réseau dans le contrôle de l'émergence spontanée de nouvelles normes sociales.
Dans une série d'études ultérieures, il a montré que la même méthode pouvait être utilisée pour identifier les effets causaux des réseaux sociaux sur la création d'une intelligence collective, l'émergence d'une polarisation politique et l'identification d'un "point de basculement" exact pour le renversement d'une norme sociale établie.

## Intelligence collective
En 2017, Centola et ses étudiants diplômés Joshua Becker et Devon Brackbill ont découvert que la « sagesse de la foule » pouvait être améliorée en utilisant des réseaux de communication et que la structure du réseau social modifiait l'intelligence du groupe.
Les réseaux décentralisés, dans lesquels tout le monde a le même nombre de connexions et le même niveau d'influence, produisent systématiquement des jugements de groupe plus précis que la « sagesse de la foule » standard. Les réseaux centralisés n'ont pas apporté ces améliorations parce qu'ils donnaient plus d'influence à une personne centrale ayant beaucoup de contacts. En raison de cette influence disproportionnée, ils ont constaté que toute erreur commise par la personne centrale entraînait une sous-performance de l'ensemble du groupe.
Dans des études ultérieures, Centola et ses étudiants Doug Guilbeault et Joshua Becker ont montré que le même processus d'intelligence collective en réseau permettait d'améliorer les jugements de groupe, même lorsque les participants avaient initialement de forts préjugés partisans.

## Normes et points de basculement
En 2015, Centola et le physicien Andrea Baronchelli ont montré que la structure du réseau d'une communauté en ligne peut contrôler la capacité des personnes à converger vers une norme sociale partagée.
Centola et son équipe ont ensuite utilisé le même modèle empirique en 2018 pour tester la théorie de Centola sur la masse critique. La théorie de Centola prédit et montre que 25 % des personnes doivent adopter une nouvelle norme sociale pour créer un point d'inflexion où tous les membres du groupe suivent. Les résultats ont montré qu'en dépassant le point d'inflexion de 25 %, une minorité engagée peut réussir rapidement à changer l'opinion de toute une population.

## Prix
Damon Centola a reçu le prix James Coleman 2017 de l'American Sociological Association (ASA) pour un article exceptionnel de la section Rationalité et société, et le prix du meilleur article 2018 à la Conférence internationale sur les sciences sociales computationnelles.
Il a reçu le prix de l'American Sociological Association (ASA) pour un article exceptionnel en sociologie mathématique en 2006, 2009 et 2011, et a reçu le prix Goodman 2011 de l'ASA pour des contributions exceptionnelles à la méthodologie sociologique.